# Liste der Mitglieder des US-Repräsentantenhauses aus Tennessee

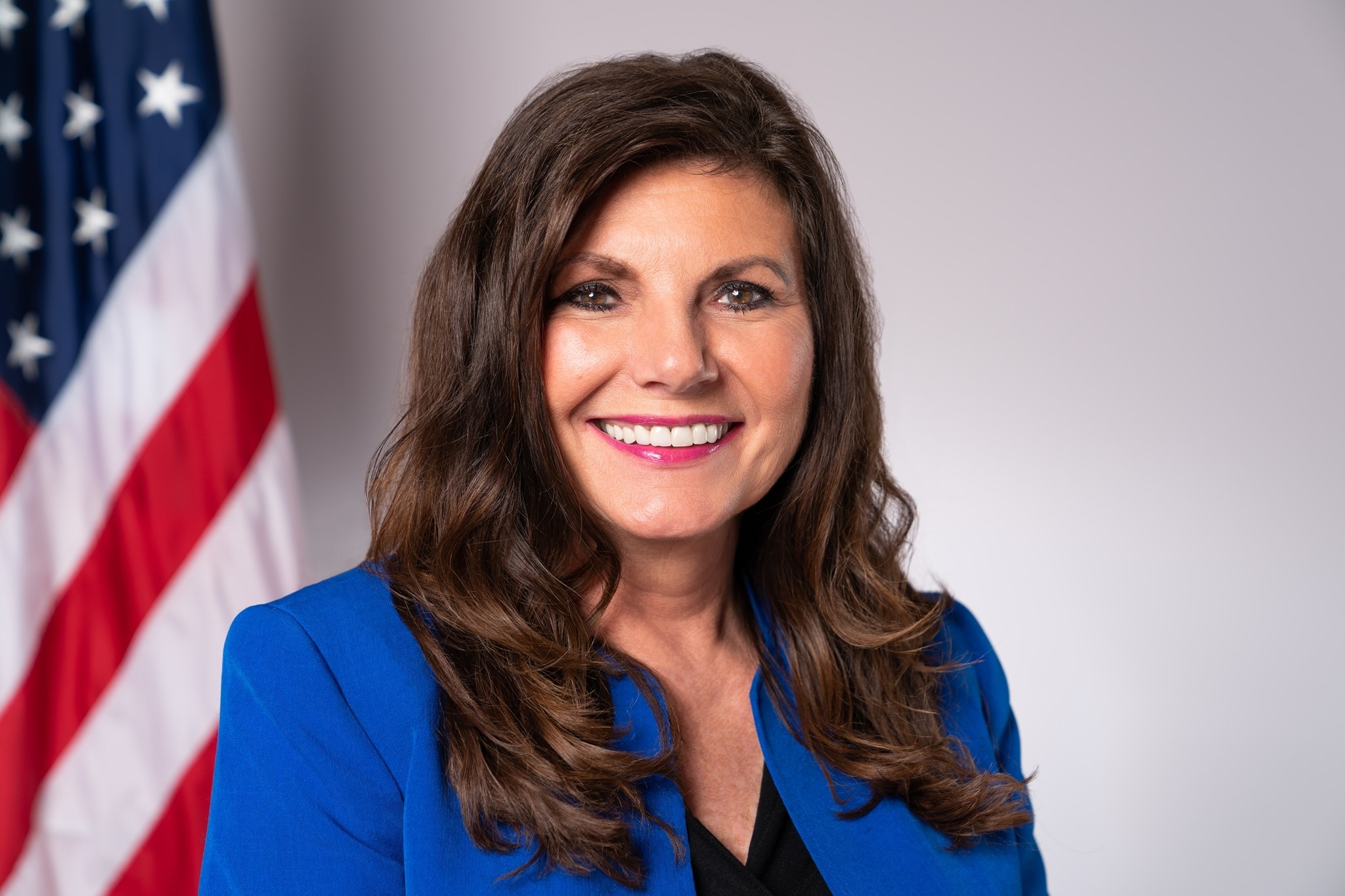
Diana Harshbarger, derzeitige Vertreterin des ersten Kongresswahlbezirks von Tennessee

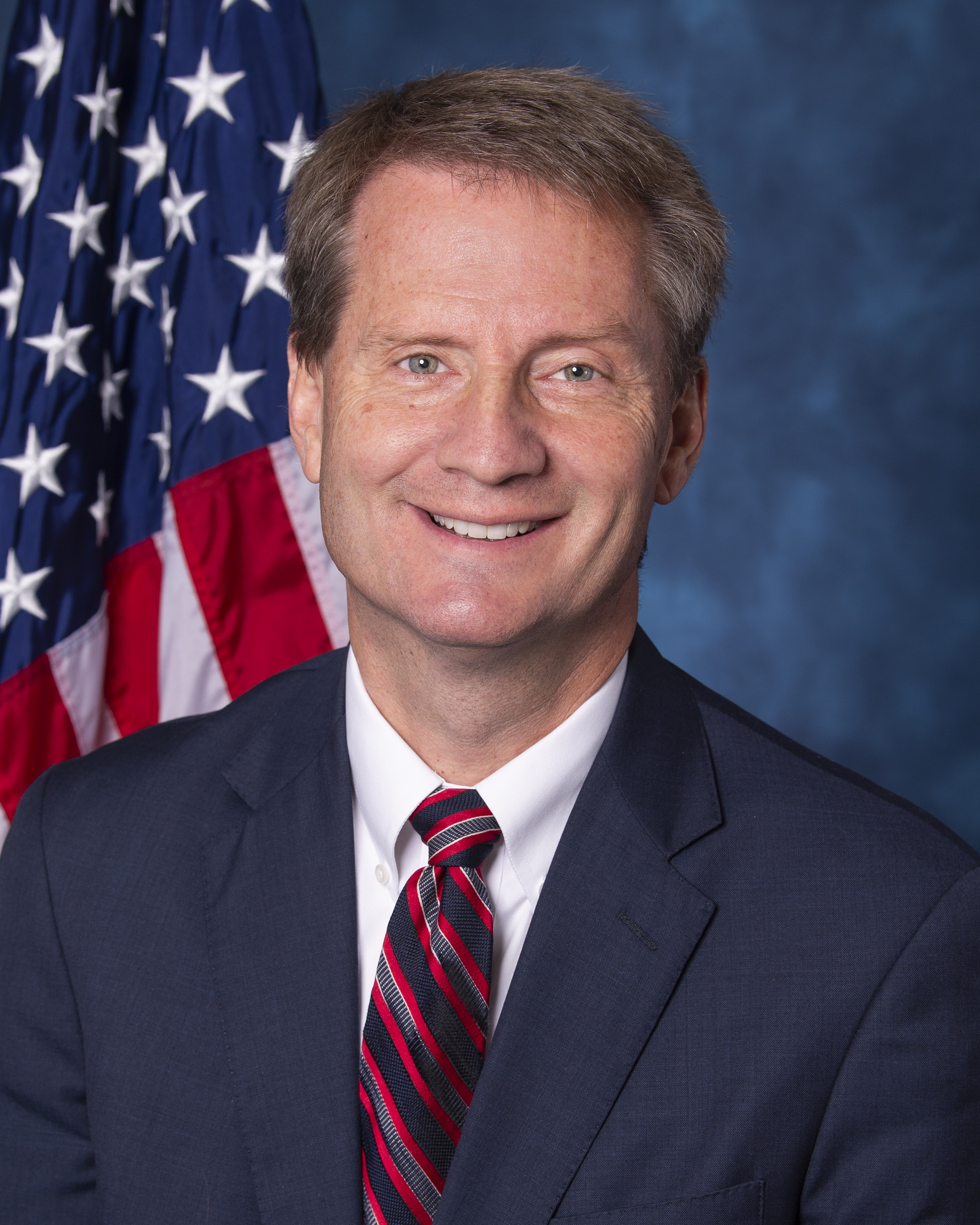
Tim Burchett, derzeitiger Vertreter des zweiten Kongresswahlbezirks von Tennessee

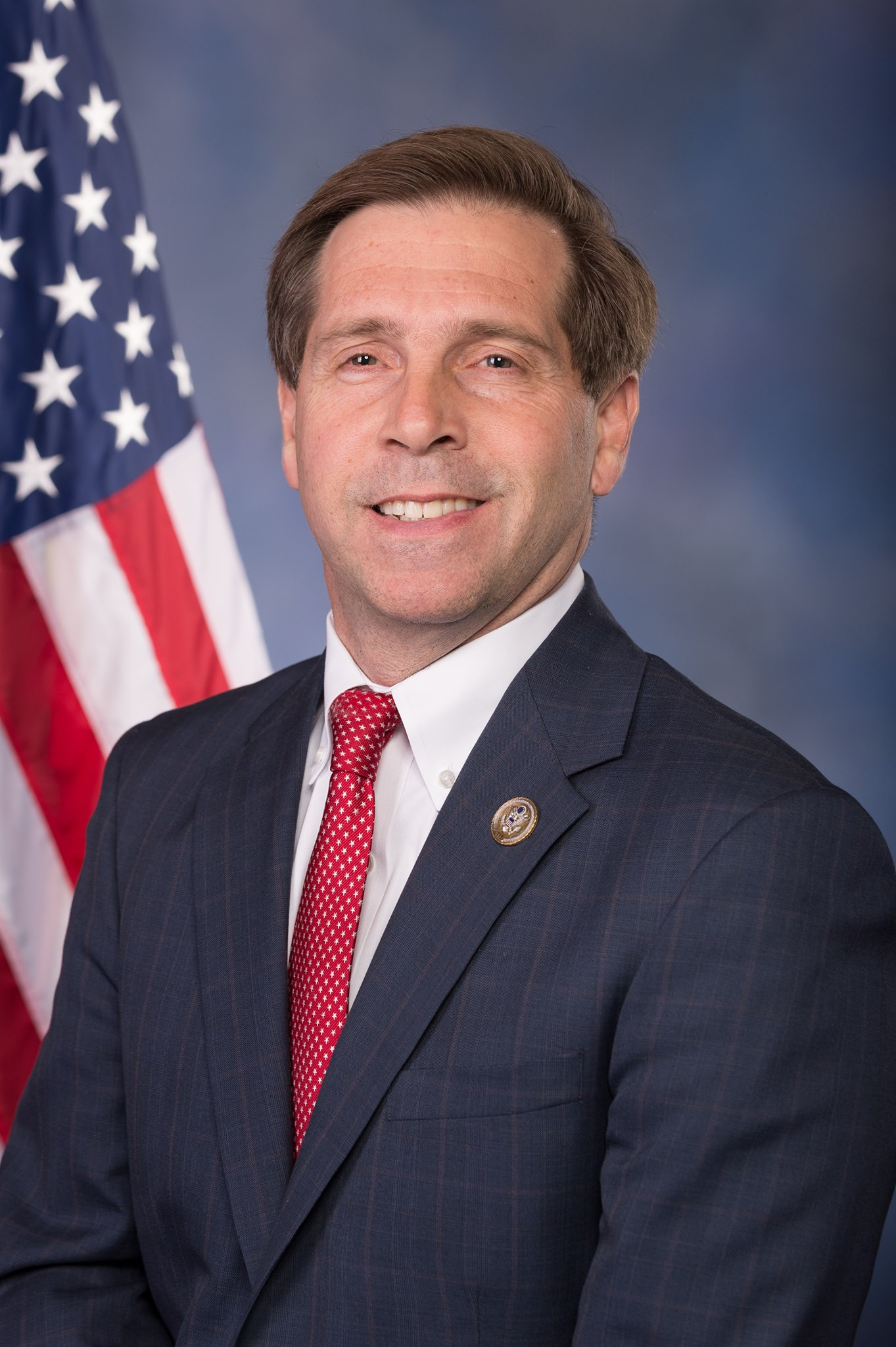
Chuck Fleischmann, derzeitiger Vertreter des dritten Kongresswahlbezirks von Tennessee

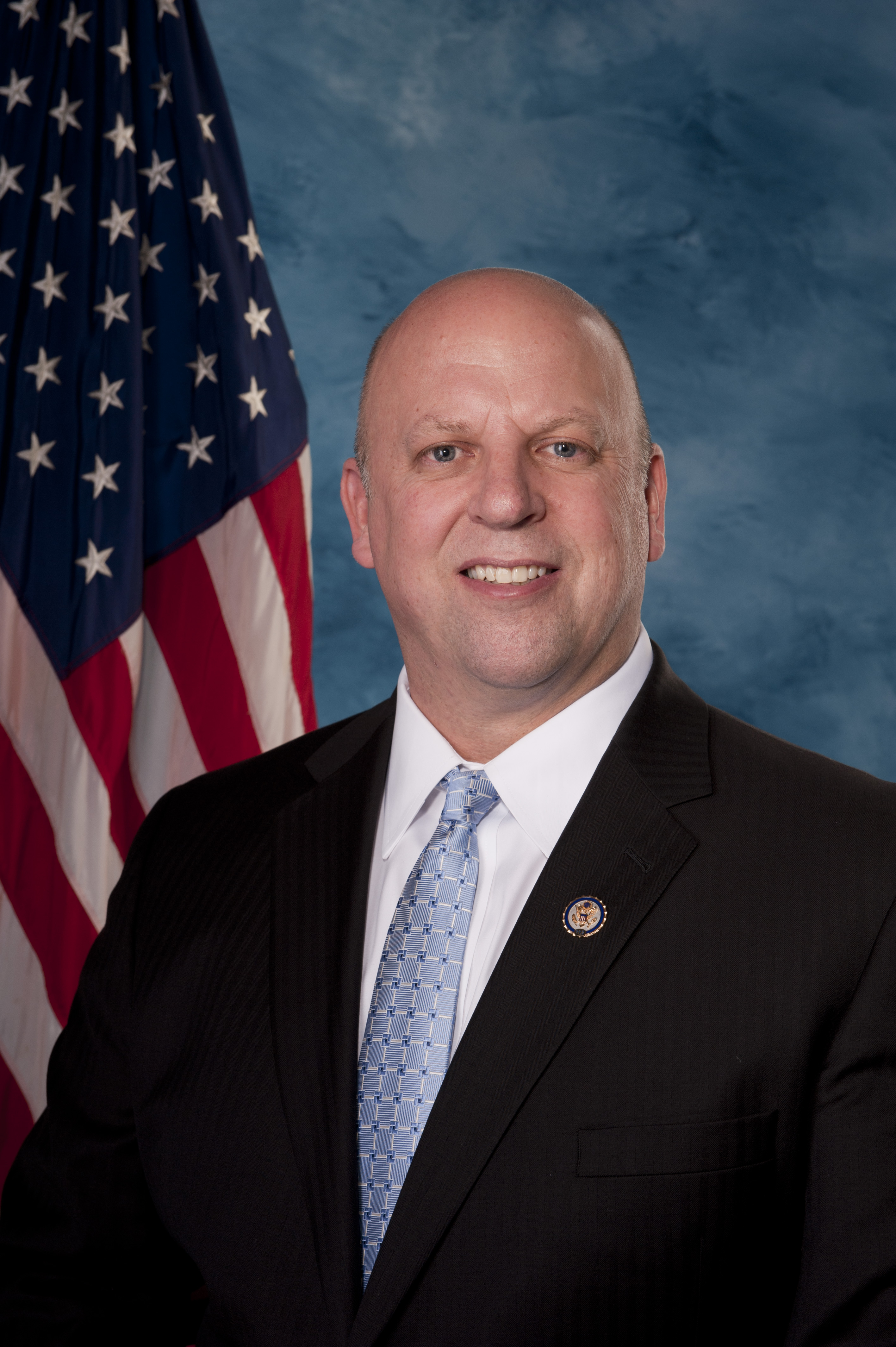
Scott DesJarlais, derzeitiger Vertreter des vierten Kongresswahlbezirks von Tennessee

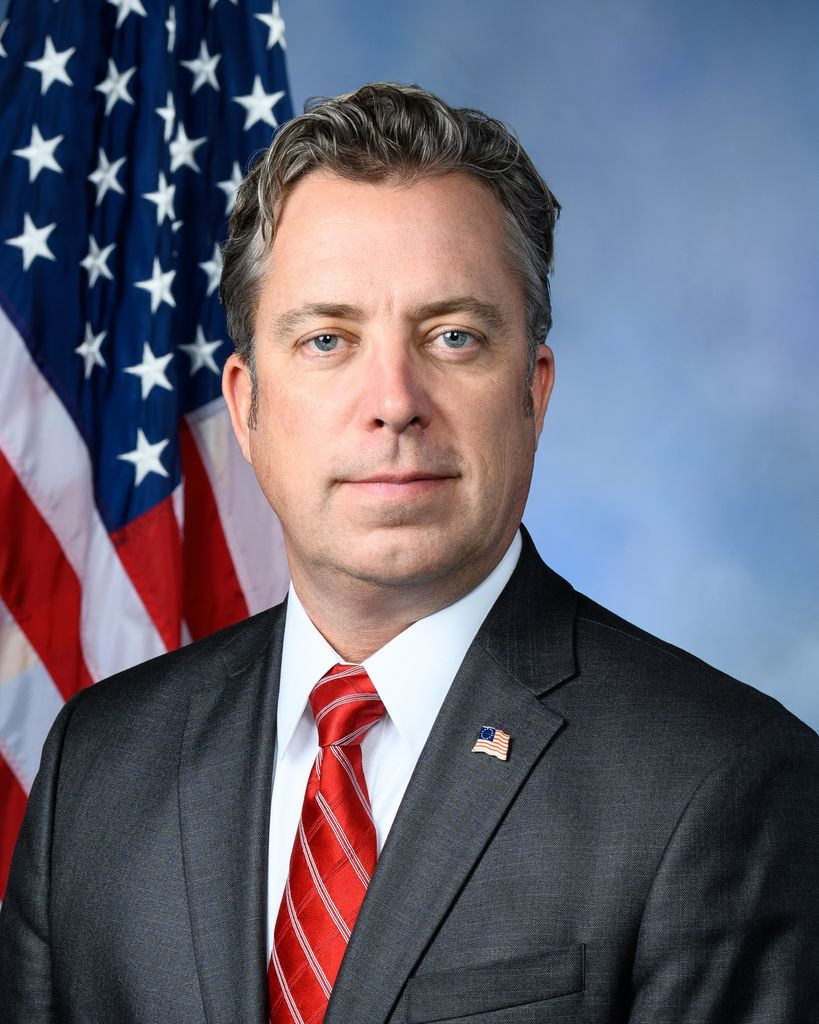
Andy Ogles, derzeitiger Vertreter des fünften Kongresswahlbezirks von Tennessee

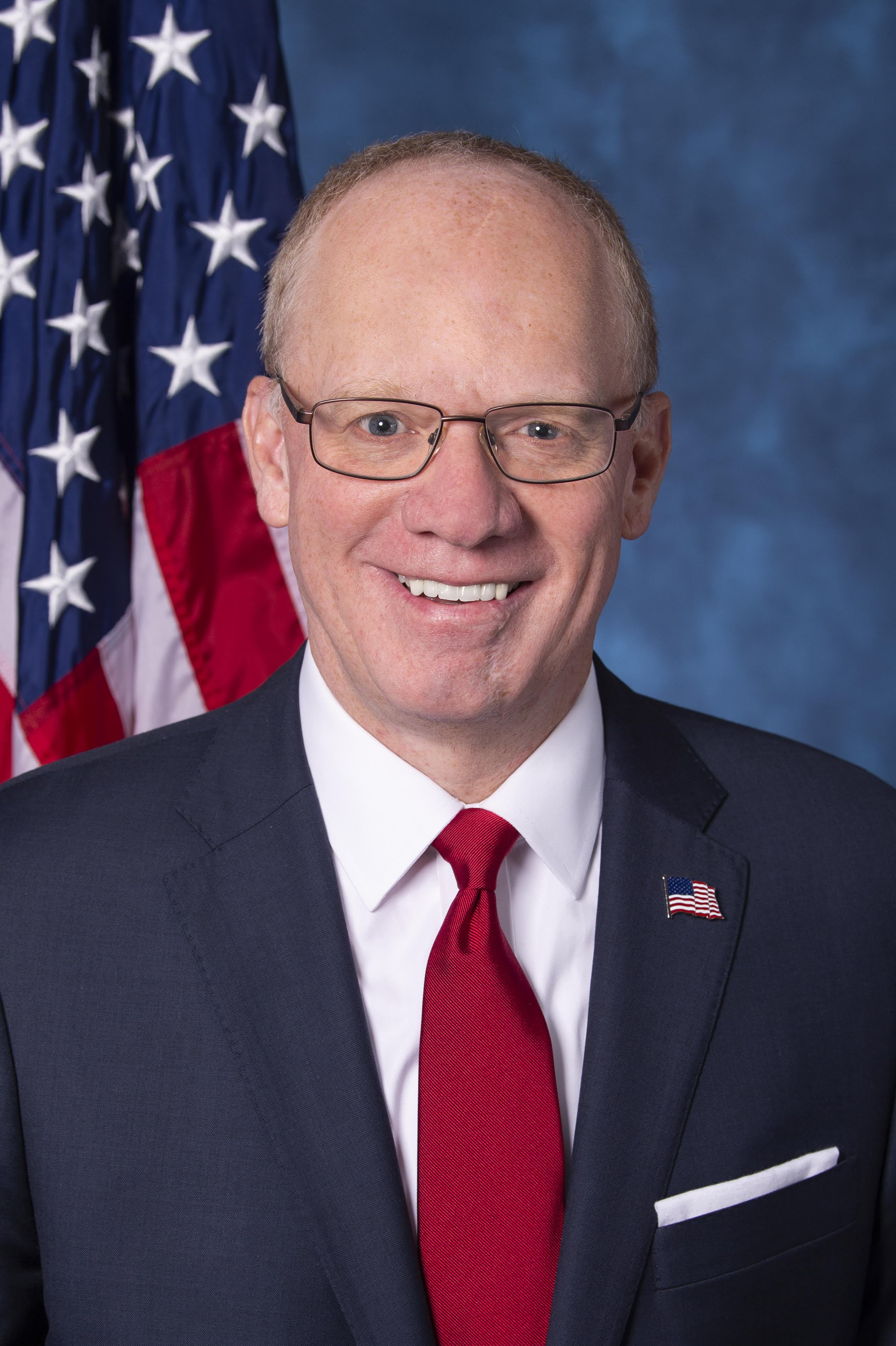
John Rose, derzeitiger Vertreter des sechsten Kongresswahlbezirks von Tennessee

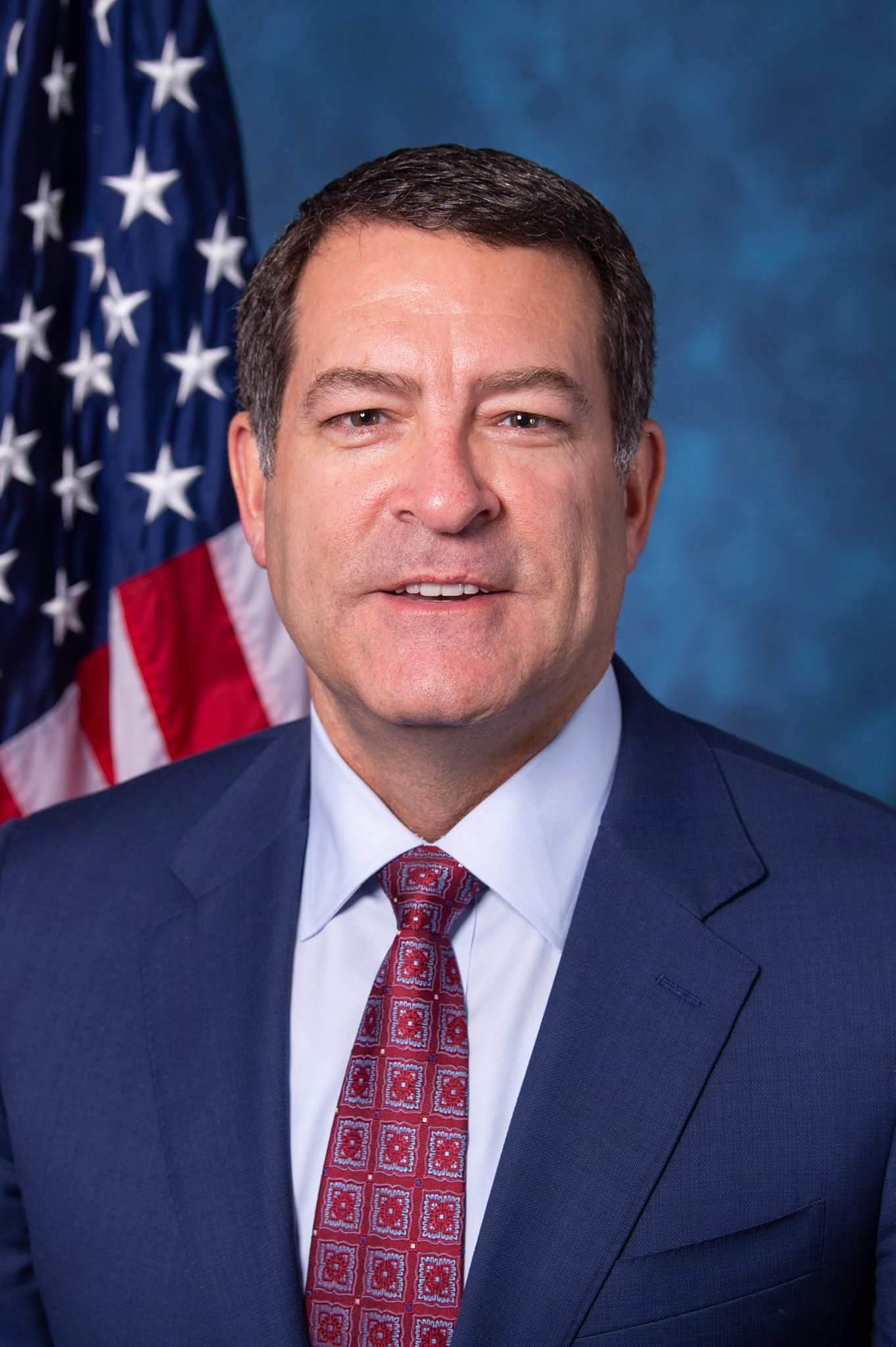
Mark E. Green, derzeitiger Vertreter des siebten Kongresswahlbezirks von Tennessee

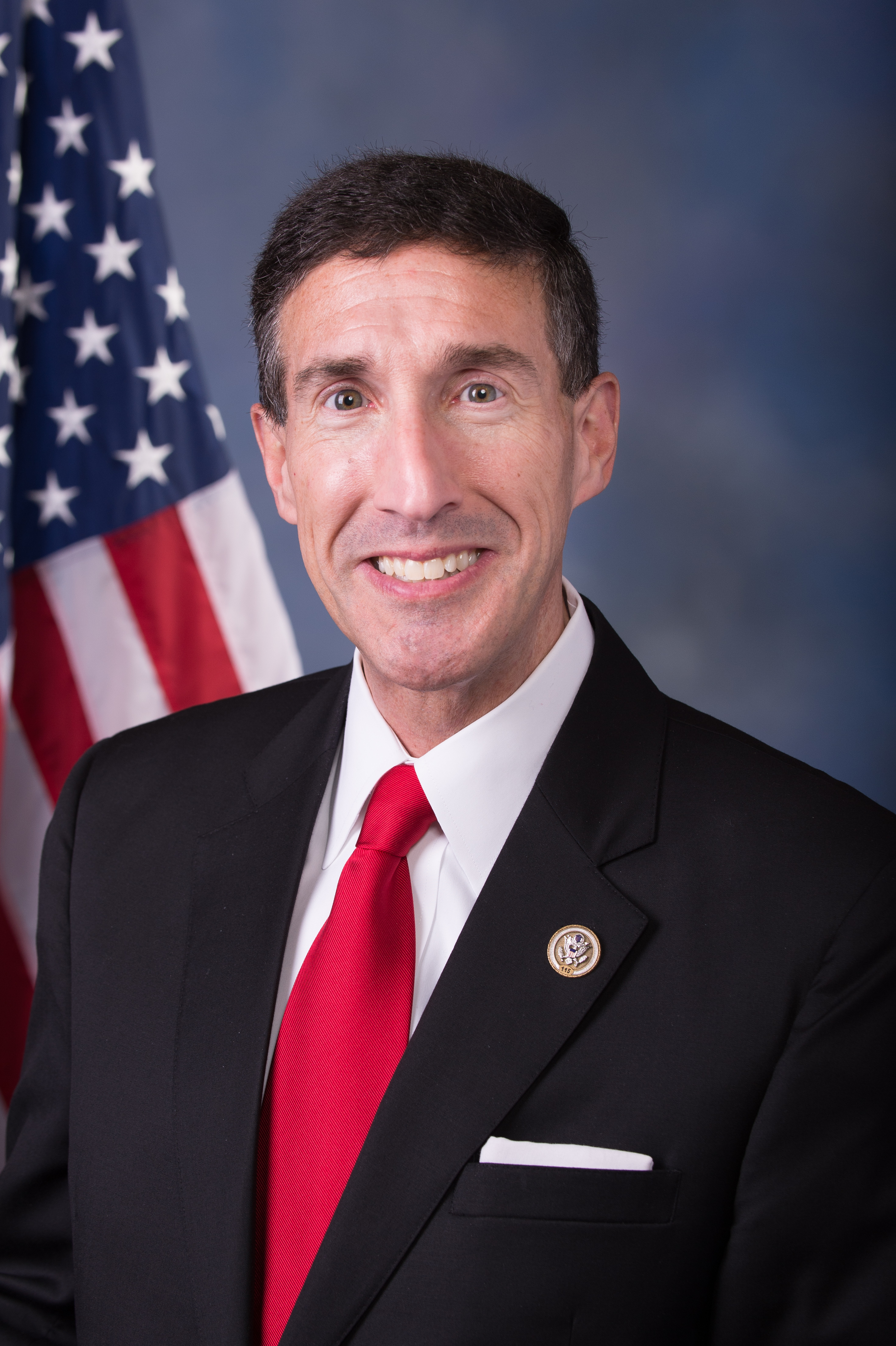
David Kustoff, derzeitiger Vertreter des achten Kongresswahlbezirks von Tennessee

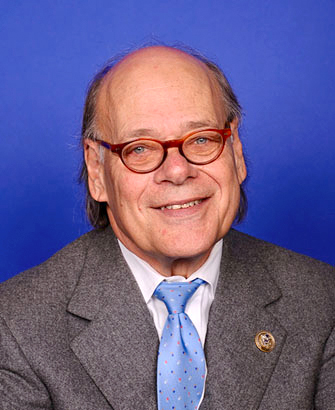
Steve Cohen, derzeitiger Vertreter des neunten Kongresswahlbezirks von Tennessee

Diese Liste führt alle Politiker auf, die seit 1793 für das Südwest-Territorium und später für den Bundesstaat Tennessee dem Repräsentantenhaus der Vereinigten Staaten angehört haben. Von einem Abgeordneten nach dem Beitritt des Staates zur Union stieg deren Anzahl zeitweise bis auf 13 an. Seit 1983 wird Tennessee durch neun Abgeordnete im Unterhaus des Kongresses vertreten. Diese werden getrennt nach Wahlbezirken ermittelt, nachdem bis 1823 das Prinzip der staatsweiten Wahl für alle Sitze („at large“) gegolten hatte. Die durch den Sezessionskrieg bedingte Vakanz der dem Staat zustehenden Sitze fiel im Vergleich zu anderen Südstaaten deutlich kürzer aus, da Tennessee noch bis 1863 zur Union loyale Abgeordnete stellte und auch schon wieder ab 1866 im Kongress mit Stimmrecht repräsentiert werden durfte.
Mit Andrew Jackson, James K. Polk und Andrew Johnson saßen drei spätere US-Präsidenten für Tennessee im Repräsentantenhaus, außerdem der spätere Vizepräsident und Präsidentschaftsbewerber Al Gore.

## Delegierter des Südwest-Territoriums (1794–1796)
| Name        | Amtszeit                         | Partei    |
| ----------- | -------------------------------- | --------- |
| James White | 3. September 1794 – 1. Juni 1796 | parteilos |

## 1. Sitz (seit 1796)
| Name                           | Amtszeit                               | Partei                |
| ------------------------------ | -------------------------------------- | --------------------- |
| vakant                         | 1. Juni 1796 – 5. Dezember 1796        |                       |
| Andrew Jackson                 | 5. Dezember 1796 – 26. September 1797  | Democratic Republican |
| vakant                         | 26. September 1797 – 23. November 1797 |                       |
| William Charles Cole Claiborne | 23. November 1797 – 3. März 1801       | Democratic Republican |
| vakant                         | 4. März 1801 – 7. Dezember 1801        |                       |
| William Dickson                | 7. Dezember 1801 – 3. März 1805        | Democratic Republican |
| John Rhea                      | 4. März 1805 – 3. März 1815            | Democratic Republican |
| Samuel Powell                  | 4. März 1815 – 3. März 1817            | Democratic Republican |
| John Rhea                      | 4. März 1817 – 3. März 1823            | Democratic Republican |
| John Blair                     | 4. März 1823 – 3. März 1835            | Demokrat              |
| William Blount Carter          | 4. März 1835 – 3. März 1841            | Nationalrepublikaner  |
| Thomas Dickens Arnold          | 4. März 1841 – 3. März 1843            | Whig                  |
| Andrew Johnson                 | 4. März 1843 – 3. März 1853            | Demokrat              |
| Brookins Campbell              | 4. März 1853 – 25. Dezember 1853       | Demokrat              |
| vakant                         | 25. Dezember 1853 – 30. März 1854      |                       |
| Nathaniel Green Taylor         | 30. März 1854 – 3. März 1855           | Whig                  |
| Albert Galiton Watkins         | 4. März 1855 – 3. März 1859            | Demokrat              |
| Thomas Amos Rogers Nelson      | 4. März 1859 – 3. März 1861            | Opposition Party      |
| vakant (Sezessionskrieg)       | 3. März 1861 – 24. Juli 1866           |                       |
| Nathaniel Green Taylor         | 24. Juli 1866 – 3. März 1867           | Unionist              |
| Roderick Randum Butler         | 4. März 1867 – 3. März 1875            | Republikaner          |
| William McFarland              | 4. März 1875 – 3. März 1877            | Demokrat              |
| James Henry Randolph           | 4. März 1877 – 3. März 1879            | Republikaner          |
| Robert Love Taylor             | 4. März 1879 – 3. März 1881            | Demokrat              |
| Augustus Herman Pettibone      | 4. März 1881 – 3. März 1887            | Republikaner          |
| Roderick Randum Butler         | 4. März 1887 – 3. März 1889            | Republikaner          |
| Alfred Alexander Taylor        | 4. März 1889 – 3. März 1895            | Republikaner          |
| William Coleman Anderson       | 4. März 1895 – 3. März 1897            | Republikaner          |
| Walter Preston Brownlow        | 4. März 1897 – 8. Juli 1910            | Republikaner          |
| vakant                         | 8. Juli 1910 – 8. November 1910        |                       |
| Zachary David Massey           | 8. November 1910 – 3. März 1911        | Republikaner          |
| Sam Riley Sells                | 4. März 1911 – 3. März 1921            | Republikaner          |
| Brazilla Carroll Reece         | 4. März 1921 – 3. März 1931            | Republikaner          |
| Oscar Byrd Lovette             | 4. März 1931 – 3. März 1933            | Republikaner          |
| Brazilla Carroll Reece         | 4. März 1933 – 3. Januar 1947          | Republikaner          |
| Dayton Edward Phillips         | 3. Januar 1947 – 3. Januar 1951        | Republikaner          |
| Brazilla Carroll Reece         | 3. Januar 1951 – 19. März 1961         | Republikaner          |
| vakant                         | 19. März 1961 – 16. Mai 1961           |                       |
| Louise Goff Reece              | 16. Mai 1961 – 3. Januar 1963          | Republikaner          |
| James Henry Quillen            | 3. Januar 1963 – 3. Januar 1997        | Republikaner          |
| William Lewis Jenkins          | 3. Januar 1997 – 3. Januar 2007        | Republikaner          |
| David Lee Davis                | 3. Januar 2007 – 3. Januar 2009        | Republikaner          |
| David Phillip Roe              | 3. Januar 2009 – 3. Januar 2021        | Republikaner          |
| Diana Lynn Harshbarger         | seit 3. Januar 2021                    | Republikaner          |

## 2. Sitz (seit 1803)
| Name                          | Amtszeit                              | Partei                |
| ----------------------------- | ------------------------------------- | --------------------- |
| George Washington Campbell    | 4. März 1803 – 3. März 1809           | Democratic Republican |
| Robert Weakley                | 4. März 1809 – 3. März 1811           | Democratic Republican |
| John Sevier                   | 4. März 1811 – 24. September 1815     | Democratic Republican |
| vakant                        | 24. September 1815 – 8. Dezember 1815 |                       |
| William Grainger Blount       | 8. Dezember 1815 – 3. März 1819       | Democratic Republican |
| Samuel E. Hogg                | 4. März 1817 – 3. März 1819           | Democratic Republican |
| John Alexander Cocke          | 4. März 1819 – 3. März 1827           | Demokrat              |
| Pryor Lea                     | 4. März 1827 – 3. März 1831           | Demokrat              |
| Thomas Dickens Arnold         | 4. März 1831 – 3. März 1833           | Nationalrepublikaner  |
| Samuel Bunch                  | 4. März 1833 – 3. März 1837           | Demokrat              |
| Abraham McClellan             | 4. März 1837 – 3. März 1843           | Demokrat              |
| William Tandy Senter          | 4. März 1843 – 3. März 1845           | Whig                  |
| William Michael Cocke         | 4. März 1845 – 3. März 1849           | Whig                  |
| Albert Galiton Watkins        | 4. März 1849 – 3. März 1853           | Whig                  |
| William Montgomery Churchwell | 4. März 1853 – 3. März 1855           | Demokrat              |
| William Henry Sneed           | 4. März 1855 – 3. März 1857           | American Party        |
| Horace Maynard                | 4. März 1857 – 3. März 1863           | American Party        |
| vakant (Sezessionskrieg)      | 4. März 1863 – 24. Juli 1866          |                       |
| Horace Maynard                | 24. Juli 1866 – 3. März 1873          | Republikaner          |
| Jacob Montgomery Thornburgh   | 4. März 1873 – 3. März 1879           | Republikaner          |
| Leonidas Campbell Houk        | 4. März 1879 – 25. Mai 1891           | Republikaner          |
| vakant                        | 25. Mai 1891 – 7. Dezember 1891       |                       |
| John Chiles Houk              | 7. Dezember 1891 – 3. März 1895       | Republikaner          |
| Henry Richard Gibson          | 4. März 1895 – 3. März 1905           | Republikaner          |
| Nathan Wesley Hale            | 4. März 1905 – 3. März 1909           | Republikaner          |
| Richard Wilson Austin         | 4. März 1909 – 3. März 1919           | Republikaner          |
| James Willis Taylor           | 4. März 1919 – 14. November 1939      | Republikaner          |
| vakant                        | 14. November 1939 – 30. Dezember 1939 |                       |
| John Jennings                 | 30. Dezember 1939 – 3. Januar 1951    | Republikaner          |
| Howard Henry Baker Sr.        | 3. Januar 1951 – 7. Januar 1964       | Republikaner          |
| vakant                        | 7. Januar 1964 – 10. März 1964        |                       |
| Edith Irene Bailey Baker      | 10. März 1964 – 3. Januar 1965        | Republikaner          |
| John James Duncan Sr.         | 3. Januar 1965 – 21. Juni 1988        | Republikaner          |
| vakant                        | 21. Juni 1988 – 8. November 1988      |                       |
| John James Duncan Jr.         | 8. November 1988 – 3. Januar 2019     | Republikaner          |
| Timothy Floyd Burchett        | seit 3. Januar 2019                   | Republikaner          |

## 3. Sitz (seit 1803)
| Name                          | Amtszeit                            | Partei                |
| ----------------------------- | ----------------------------------- | --------------------- |
| John Rhea                     | 4. März 1803 – 3. März 1805         | Democratic Republican |
| William Dickson               | 4. März 1805 – 3. März 1807         | Democratic Republican |
| Jesse Wharton                 | 4. März 1807 – 3. März 1809         | Democratic Republican |
| Pleasant Moorman Miller       | 4. März 1809 – 3. März 1811         | Democratic Republican |
| Felix Grundy                  | 4. März 1811 – 3. März 1813         | Democratic Republican |
| Thomas K. Harris              | 4. März 1813 – 3. März 1815         | Democratic Republican |
| Isaac Thomas                  | 4. März 1815 – 3. März 1817         | Democratic Republican |
| Francis Jones                 | 4. März 1817 – 3. März 1823         | Democratic Republican |
| James Israel Standifer        | 4. März 1823 – 3. März 1825         | Democratic Republican |
| James Coffield Mitchell       | 4. März 1825 – 3. März 1829         | Demokrat              |
| James Israel Standifer        | 4. März 1829 – 3. März 1833         | Demokrat              |
| Luke Lea                      | 4. März 1833 – 3. März 1837         | Demokrat              |
| Joseph Lanier Williams        | 4. März 1837 – 3. März 1843         | Whig                  |
| Julius W. Blackwell           | 4. März 1843 – 3. März 1845         | Demokrat              |
| John Hervey Crozier           | 4. März 1845 – 3. März 1849         | Whig                  |
| Josiah McNair Anderson        | 4. März 1849 – 3. März 1851         | Whig                  |
| William Montgomery Churchwell | 4. März 1851 – 3. März 1853         | Demokrat              |
| Samuel Axley Smith            | 4. März 1853 – 3. März 1859         | Demokrat              |
| Reese Bowen Brabson           | 4. März 1859 – 3. März 1861         | Opposition Party      |
| William Brickly Stokes        | 4. März 1861 – 3. März 1863         | Republikaner          |
| vakant (Sezessionskrieg)      | 4. März 1863 – 24. Juli 1866        |                       |
| William Brickly Stokes        | 24. Juli 1866 – 3. März 1871        | Republikaner          |
| Abraham Ellison Garrett       | 4. März 1871 – 3. März 1873         | Demokrat              |
| William Crutchfield           | 4. März 1873 – 3. März 1875         | Republikaner          |
| George Gibbs Dibrell          | 4. März 1875 – 3. März 1885         | Demokrat              |
| John Randolph Neal            | 4. März 1885 – 3. März 1889         | Demokrat              |
| Henry Clay Evans              | 4. März 1889 – 3. März 1891         | Republikaner          |
| Henry Clay Snodgrass          | 4. März 1891 – 3. März 1895         | Demokrat              |
| Foster Vincent Brown          | 4. März 1895 – 3. März 1897         | Republikaner          |
| John Austin Moon              | 4. März 1897 – 3. März 1921         | Demokrat              |
| Joseph Edgar Brown            | 4. März 1921 – 3. März 1923         | Republikaner          |
| Samuel Davis McReynolds       | 4. März 1923 – 11. Juli 1939        | Demokrat              |
| vakant                        | 11. Juli 1939 – 13. September 1939  |                       |
| Carey Estes Kefauver          | 13. September 1939 – 3. Januar 1949 | Demokrat              |
| James Beriah Frazier Jr.      | 3. Januar 1949 – 3. Januar 1963     | Demokrat              |
| William Emerson Brock         | 3. Januar 1963 – 3. Januar 1971     | Republikaner          |
| LaMar Baker                   | 3. Januar 1971 – 3. Januar 1975     | Republikaner          |
| Rachael Marilyn Laird Lloyd   | 3. Januar 1975 – 3. Januar 1995     | Demokrat              |
| Zachary Paul Wamp             | 3. Januar 1995 – 3. Januar 2011     | Republikaner          |
| Charles Joseph Fleischmann    | seit 3. Januar 2011                 | Republikaner          |

## 4. Sitz (seit 1813)
| Name                        | Amtszeit                             | Partei                |
| --------------------------- | ------------------------------------ | --------------------- |
| John Henry Bowen            | 4. März 1813 – 3. März 1815          | Democratic Republican |
| Bennett H. Henderson        | 4. März 1815 – 3. März 1817          | Democratic Republican |
| Samuel E. Hogg              | 4. März 1817 – 3. März 1819          | Democratic Republican |
| Robert Allen                | 4. März 1819 – 3. März 1823          | Democratic Republican |
| Jacob C. Isacks             | 4. März 1823 – 3. März 1833          | Demokrat              |
| James Israel Standifer      | 4. März 1833 – 20. August 1837       | Demokrat              |
| William Stone               | 14. September 1837 – 3. März 1839    | Whig                  |
| Julius W. Blackwell         | 4. März 1839 – 3. März 1841          | Demokrat              |
| Thomas Jefferson Campbell   | 4. März 1841 – 3. März 1843          | Whig                  |
| Alvan Cullom                | 4. März 1843 – 3. März 1847          | Demokrat              |
| Hugh Lawson White Hill      | 4. März 1847 – 3. März 1849          | Demokrat              |
| John Houston Savage         | 4. März 1849 – 3. März 1853          | Demokrat              |
| William Cullom              | 4. März 1853 – 3. März 1855          | Whig                  |
| John Houston Savage         | 4. März 1855 – 3. März 1859          | Demokrat              |
| William Brickly Stokes      | 4. März 1859 – 3. März 1861          | Opposition Party      |
| Andrew Jackson Clements     | 4. März 1861 – 3. März 1863          | Unionist              |
| vakant (Sezessionskrieg)    | 4. März 1863 – 24. Juli 1866         |                       |
| Edmund Cooper               | 24. Juli 1866 – 3. März 1867         | Unionist              |
| James Mullins               | 4. März 1867 – 3. März 1869          | Republikaner          |
| Lewis Tillman               | 4. März 1869 – 3. März 1871          | Republikaner          |
| John Morgan Bright          | 4. März 1871 – 3. März 1875          | Demokrat              |
| Samuel McClary Fite         | 4. März 1875 – 23. Oktober 1875      | Demokrat              |
| vakant                      | 23. Oktober 1875 – 14. Dezember 1875 |                       |
| Haywood Yancey Riddle       | 14. Dezember 1875 – 3. März 1879     | Demokrat              |
| Benton McMillin             | 4. März 1879 – 6. Januar 1899        | Demokrat              |
| vakant                      | 6. Januar 1899 – 3. März 1899        |                       |
| Charles Edward Snodgrass    | 4. März 1899 – 3. März 1903          | Demokrat              |
| Morgan Cassius Fitzpatrick  | 4. März 1903 – 3. März 1905          | Demokrat              |
| Mounce Gore Butler          | 4. März 1905 – 3. März 1907          | Demokrat              |
| Cordell Hull                | 4. März 1907 – 3. März 1921          | Demokrat              |
| Wynne F. Clouse             | 4. März 1921 – 3. März 1923          | Republikaner          |
| Cordell Hull                | 4. März 1923 – 3. März 1931          | Demokrat              |
| John Ridley Mitchell        | 4. März 1931 – 3. Januar 1939        | Demokrat              |
| Albert Arnold Gore Sr.      | 3. Januar 1939 – 4. Dezember 1944    | Demokrat              |
| vakant                      | 4. Dezember 1944 – 3. Januar 1945    |                       |
| Albert Arnold Gore Sr.      | 3. Januar 1945 – 3. Januar 1953      | Demokrat              |
| Joseph Landon Evins         | 3. Januar 1953 – 3. Januar 1977      | Demokrat              |
| Albert Arnold Gore Jr.      | 3. Januar 1977 – 3. Januar 1983      | Demokrat              |
| James Hayes Shofner Cooper  | 3. Januar 1983 – 3. Januar 1995      | Demokrat              |
| William Vanderpool Hilleary | 3. Januar 1995 – 3. Januar 2003      | Republikaner          |
| Lincoln Edward Davis        | 3. Januar 2003 – 3. Januar 2011      | Demokrat              |
| Scott Eugene DesJarlais     | seit 3. Januar 2011                  | Republikaner          |

## 5. Sitz (seit 1813)
| Name                        | Amtszeit                            | Partei                |
| --------------------------- | ----------------------------------- | --------------------- |
| Felix Grundy                | 4. März 1813 – Juli 1814            | Democratic Republican |
| vakant                      | Juli 1814 – 16. September 1814      |                       |
| Newton Cannon               | 16. September 1814 – 3. März 1817   | Democratic Republican |
| Thomas Claiborne            | 4. März 1817 – 3. März 1819         | Democratic Republican |
| Newton Cannon               | 4. März 1819 – 3. März 1823         | Democratic Republican |
| Robert Allen                | 4. März 1823 – 3. März 1827         | Demokrat              |
| Robert Desha                | 4. März 1827 – 3. März 1831         | Demokrat              |
| William Hall                | 4. März 1831 – 3. März 1833         | Demokrat              |
| John B. Forester            | 4. März 1833 – 3. März 1837         | Demokrat              |
| Hopkins Lacy Turney         | 4. März 1837 – 3. März 1843         | Demokrat              |
| George Washington Jones     | 4. März 1843 – 3. März 1853         | Demokrat              |
| Charles Ready               | 4. März 1853 – 3. März 1859         | Whig                  |
| Robert Hopkins Hatton       | 4. März 1859 – 3. März 1861         | Opposition Party      |
| vakant (Sezessionskrieg)    | 4. März 1861 – 24. Juli 1866        |                       |
| William Bowen Campbell      | 24. Juli 1866 – 3. März 1867        | Unionist              |
| John Trimble                | 4. März 1867 – 3. März 1869         | Republikaner          |
| William Farrand Prosser     | 4. März 1869 – 3. März 1871         | Republikaner          |
| Edward Isaac Golladay       | 4. März 1871 – 3. März 1873         | Demokrat              |
| Horace Harrison Harrison    | 4. März 1873 – 3. März 1875         | Republikaner          |
| John Morgan Bright          | 4. März 1875 – 3. März 1881         | Demokrat              |
| Richard Warner              | 4. März 1881 – 3. März 1885         | Demokrat              |
| James Daniel Richardson     | 4. März 1885 – 3. März 1905         | Demokrat              |
| William Cannon Houston      | 4. März 1905 – 3. März 1919         | Demokrat              |
| Ewin Lamar Davis            | 4. März 1919 – 3. März 1933         | Demokrat              |
| Joseph Wellington Byrns Sr. | 4. März 1933 – 4. Juni 1936         | Demokrat              |
| vakant                      | 4. Juni 1936 – 3. Januar 1937       |                       |
| Richard Merrill Atkinson    | 3. Januar 1937 – 3. Januar 1939     | Demokrat              |
| Joseph Wellington Byrns Jr. | 3. Januar 1939 – 3. Januar 1941     | Demokrat              |
| James Percy Priest          | 3. Januar 1941 – 3. Januar 1943     | Demokrat              |
| Jim Nance McCord            | 3. Januar 1943 – 3. Januar 1945     | Demokrat              |
| Harold Henderson Earthman   | 3. Januar 1945 – 3. Januar 1947     | Demokrat              |
| Joseph Landon Evins         | 3. Januar 1947 – 3. Januar 1953     | Demokrat              |
| James Percy Priest          | 3. Januar 1953 – 12. Oktober 1956   | Demokrat              |
| vakant                      | 12. Oktober 1956 – 3. Januar 1957   |                       |
| Joseph Carlton Loser        | 3. Januar 1957 – 3. Januar 1963     | Demokrat              |
| Richard Harmon Fulton       | 3. Januar 1963 – 14. August 1975    | Demokrat              |
| vakant                      | 14. August 1975 – 25. November 1975 |                       |
| Clifford Robertson Allen    | 25. November 1975 – 18. Juni 1978   | Demokrat              |
| vakant                      | 18. Juni 1978 – 3. Januar 1979      |                       |
| William Hill Boner          | 3. Januar 1979 – 5. Oktober 1987    | Demokrat              |
| vakant                      | 5. Oktober 1987 – 19. Januar 1988   |                       |
| Robert Nelson Clement       | 19. Januar 1988 – 3. Januar 2003    | Demokrat              |
| James Hayes Shofner Cooper  | 3. Januar 2003 – 3. Januar 2023     | Demokrat              |
| Andy Ogles                  | seit 3. Januar 2023                 | Republikaner          |

## 6. Sitz (seit 1813)
| Name                         | Amtszeit                          | Partei                |
| ---------------------------- | --------------------------------- | --------------------- |
| Parry Wayne Humphreys        | 4. März 1813 – 3. März 1815       | Democratic Republican |
| James B. Reynolds            | 4. März 1815 – 25. März 1817      | Democratic Republican |
| George Washington Lent Marr  | 8. Dezember 1817 – 3. März 1819   | Democratic Republican |
| Henry Hunter Bryan           | 4. März 1819 – 3. März 1821       | Democratic Republican |
| vakant                       | 4. März 1821 – 3. März 1823       |                       |
| James T. Sandford            | 4. März 1823 – 3. März 1825       | Democratic Republican |
| James Knox Polk              | 4. März 1825 – 3. März 1833       | Demokrat              |
| Balie Peyton                 | 4. März 1833 – 3. März 1837       | Demokrat              |
| William Bowen Campbell       | 4. März 1837 – 3. März 1843       | Whig                  |
| Aaron Venable Brown          | 4. März 1843 – 3. März 1845       | Demokrat              |
| Barclay Martin               | 4. März 1845 – 3. März 1847       | Demokrat              |
| James Houston Thomas         | 4. März 1847 – 3. März 1851       | Demokrat              |
| William Hawkins Polk         | 4. März 1851 – 3. März 1853       | Demokrat              |
| George Washington Jones      | 4. März 1853 – 3. März 1859       | Demokrat              |
| James Houston Thomas         | 4. März 1859 – 3. März 1861       | Demokrat              |
| vakant (Sezessionskrieg)     | 4. März 1861 – 24. Juli 1866      |                       |
| Samuel Mayes Arnell          | 24. Juli 1866 – 3. März 1871      | Unionist              |
| Washington Curran Whitthorne | 4. März 1871 – 3. März 1875       | Demokrat              |
| John Ford House              | 4. März 1875 – 3. März 1883       | Demokrat              |
| Andrew Jackson Caldwell      | 4. März 1883 – 3. März 1887       | Demokrat              |
| Joseph Edwin Washington      | 4. März 1887 – 3. März 1897       | Demokrat              |
| John Wesley Gaines           | 4. März 1897 – 3. März 1909       | Demokrat              |
| Joseph Wellington Byrns Sr.  | 4. März 1909 – 3. März 1933       | Demokrat              |
| Clarence Wyly Turner         | 4. März 1933 – 23. März 1939      | Demokrat              |
| vakant                       | 23. März 1939 – 23. Mai 1939      |                       |
| William Wirt Courtney        | 11. Mai 1939 – 3. März 1943       | Demokrat              |
| James Percy Priest           | 3. Januar 1943 – 3. Januar 1953   | Demokrat              |
| James Patrick Sutton         | 3. Januar 1953 – 3. Januar 1955   | Demokrat              |
| Ross Bass                    | 3. Januar 1955 – 3. November 1964 | Demokrat              |
| vakant                       | 3. November 1964 – 3. Januar 1965 |                       |
| William Robert Anderson      | 3. Januar 1965 – 3. Januar 1973   | Demokrat              |
| Robin Leo Beard              | 3. Januar 1973 – 3. Januar 1983   | Republikaner          |
| Albert Arnold Gore Jr.       | 3. Januar 1983 – 3. Januar 1985   | Demokrat              |
| Barton Jennings Gordon       | 3. Januar 1985 – 3. Januar 2011   | Demokrat              |
| Diane Lynn Black             | 3. Januar 2011 – 3. Januar 2019   | Republikaner          |
| John Williams Rose           | seit 3. Januar 2019               | Republikaner          |

## 7. Sitz (seit 1823)
| Name                         | Amtszeit                           | Partei       |
| ---------------------------- | ---------------------------------- | ------------ |
| Samuel Houston               | 4. März 1823 – 3. März 1827        | Demokrat     |
| John Bell                    | 4. März 1827 – 3. März 1841        | Demokrat     |
| Robert Looney Caruthers      | 4. März 1841 – 3. März 1843        | Whig         |
| David W. Dickinson           | 4. März 1843 – 3. März 1845        | Whig         |
| Meredith Poindexter Gentry   | 4. März 1845 – 3. März 1853        | Whig         |
| Robert Malone Bugg           | 4. März 1853 – 3. März 1855        | Whig         |
| John Vines Wright            | 4. März 1855 – 3. März 1861        | Demokrat     |
| vakant (Sezessionskrieg)     | 4. März 1861 – 24. Juli 1866       |              |
| Isaac Roberts Hawkins        | 24. Juli 1866 – 3. März 1871       | Unionist     |
| Robert Porter Caldwell       | 4. März 1871 – 3. März 1873        | Demokrat     |
| John DeWitt Clinton Atkins   | 4. März 1873 – 3. März 1875        | Demokrat     |
| Washington Curran Whitthorne | 4. März 1875 – 3. März 1883        | Demokrat     |
| John Goff Ballentine         | 4. März 1883 – 3. März 1887        | Demokrat     |
| Washington Curran Whitthorne | 4. März 1887 – 3. März 1891        | Demokrat     |
| Nicholas Nichols Cox         | 4. März 1891 – 3. März 1901        | Demokrat     |
| Lemuel Phillips Padgett      | 4. März 1901 – 2. August 1922      | Demokrat     |
| vakant                       | 2. August 1922 – 7. November 1922  |              |
| Clarence Wyly Turner         | 7. November 1922 – 3. März 1923    | Demokrat     |
| William Charles Salmon       | 4. März 1923 – 3. März 1925        | Demokrat     |
| Edward Everett Eslick        | 4. März 1925 – 14. Juni 1932       | Demokrat     |
| vakant                       | 14. Juni 1932 – 14. August 1932    |              |
| Willa McCord Blake Eslick    | 14. August 1932 – 3. März 1933     | Demokrat     |
| Gordon Weaver Browning       | 4. März 1933 – 3. Januar 1935      | Demokrat     |
| Herron Carney Pearson        | 3. Januar 1935 – 3. Januar 1943    | Demokrat     |
| William Wirt Courtney        | 3. Januar 1943 – 3. Januar 1949    | Demokrat     |
| James Patrick Sutton         | 3. Januar 1949 – 3. Januar 1953    | Demokrat     |
| Thomas Jefferson Murray      | 3. Januar 1953 – 30. Dezember 1966 | Demokrat     |
| vakant                       | 30. Dezember 1966 – 3. Januar 1967 |              |
| Leonard Ray Blanton          | 3. Januar 1967 – 3. Januar 1973    | Demokrat     |
| Edward Jones                 | 3. Januar 1973 – 3. Januar 1983    | Demokrat     |
| Donald Kenneth Sundquist     | 3. Januar 1983 – 3. Januar 1995    | Republikaner |
| Edward Glenn Bryant          | 3. Januar 1995 – 3. Januar 2003    | Republikaner |
| Marsha Wedgeworth Blackburn  | 3. Januar 2003 – 3. Januar 2019    | Republikaner |
| Mark Edward Green            | seit 3. Januar 2019                | Republikaner |

## 8. Sitz (seit 1823)
| Name                       | Amtszeit                            | Partei                |
| -------------------------- | ----------------------------------- | --------------------- |
| James B. Reynolds          | 4. März 1823 – 3. März 1825         | Democratic Republican |
| John Hartwell Marable      | 4. März 1825 – 3. März 1829         | Demokrat              |
| Cave Johnson               | 4. März 1829 – 3. März 1833         | Demokrat              |
| David W. Dickinson         | 4. März 1833 – 3. März 1835         | Demokrat              |
| Abram Poindexter Maury     | 4. März 1835 – 3. März 1839         | Nationalrepublikaner  |
| Meredith Poindexter Gentry | 4. März 1839 – 3. März 1843         | Whig                  |
| Joseph Hopkins Peyton      | 4. März 1843 – 11. November 1845    | Whig                  |
| vakant (Sezessionskrieg)   | 11. November 1845 – 2. Januar 1846  |                       |
| Edwin Hickman Ewing        | 2. Januar 1846 – 3. März 1847       | Whig                  |
| Washington Barrow          | 4. März 1847 – 3. März 1849         | Whig                  |
| Andrew Ewing               | 4. März 1849 – 3. März 1851         | Demokrat              |
| William Cullom             | 4. März 1851 – 3. März 1853         | Whig                  |
| Felix Zollicoffer          | 4. März 1853 – 3. März 1859         | Whig                  |
| James Minor Quarles        | 4. März 1859 – 3. März 1861         | Opposition Party      |
| vakant (Sezessionskrieg)   | 4. März 1861 – 24. Juli 1866        |                       |
| John William Leftwich      | 24. Juli 1866 – 3. März 1867        | Unionist              |
| David Alexander Nunn       | 4. März 1867 – 3. März 1869         | Republikaner          |
| William Jay Smith          | 4. März 1869 – 3. März 1871         | Republikaner          |
| William Wirt Vaughan       | 4. März 1871 – 3. März 1873         | Demokrat              |
| David Alexander Nunn       | 4. März 1873 – 3. März 1875         | Republikaner          |
| John DeWitt Clinton Atkins | 4. März 1875 – 3. März 1883         | Demokrat              |
| John May Taylor            | 4. März 1883 – 3. März 1887         | Demokrat              |
| Benjamin Augustine Enloe   | 4. März 1887 – 3. März 1895         | Demokrat              |
| John Ethridge McCall       | 4. März 1895 – 3. März 1897         | Republikaner          |
| Thetus Willrette Sims      | 4. März 1897 – 3. März 1921         | Demokrat              |
| Lon Allen Scott            | 4. März 1921 – 3. März 1923         | Republikaner          |
| Gordon Weaver Browning     | 4. März 1923 – 3. März 1933         | Demokrat              |
| Jere Cooper                | 4. März 1933 – 3. Januar 1943       | Demokrat              |
| Thomas Jefferson Murray    | 3. Januar 1943 – 3. Januar 1953     | Demokrat              |
| Jere Cooper                | 3. Januar 1953 – 18. Dezember 1957  | Demokrat              |
| vakant                     | 18. Dezember 1957 – 1. Februar 1958 |                       |
| Robert Ashton Everett      | 1. Februar 1958 – 26. Januar 1969   | Demokrat              |
| vakant                     | 26. Januar 1969 – 25. März 1969     |                       |
| Edward Jones               | 25. März 1969 – 3. Januar 1973      | Demokrat              |
| Dan Heflin Kuykendall      | 3. Januar 1973 – 3. Januar 1975     | Republikaner          |
| Harold Eugene Ford Sr.     | 3. Januar 1975 – 3. Januar 1983     | Demokrat              |
| Edward Jones               | 3. Januar 1983 – 3. Januar 1989     | Demokrat              |
| John S. Tanner             | 3. Januar 1989 – 3. Januar 2011     | Demokrat              |
| Stephen Lee Fincher        | 3. Januar 2011 – 3. Januar 2017     | Republikaner          |
| David Frank Kustoff        | seit 3. Januar 2017                 | Republikaner          |

## 9. Sitz (1823–1863/1873–1973/seit 1983)
| Name                       | Amtszeit                          | Partei               |
| -------------------------- | --------------------------------- | -------------------- |
| Adam Rankin Alexander      | 4. März 1823 – 3. März 1827       | Demokrat             |
| David Crockett             | 4. März 1827 – 3. März 1831       | Nationalrepublikaner |
| William Fitzgerald         | 4. März 1831 – 3. März 1833       | Demokrat             |
| James Knox Polk            | 4. März 1833 – 3. März 1839       | Demokrat             |
| Harvey Magee Watterson     | 4. März 1839 – 3. März 1843       | Demokrat             |
| Cave Johnson               | 4. März 1843 – 3. März 1845       | Demokrat             |
| Lucien Bonaparte Chase     | 4. März 1845 – 3. März 1849       | Demokrat             |
| Isham Green Harris         | 4. März 1849 – 3. März 1853       | Demokrat             |
| Emerson Etheridge          | 4. März 1853 – 3. März 1857       | Whig                 |
| John DeWitt Clinton Atkins | 4. März 1857 – 3. März 1859       | Demokrat             |
| Emerson Etheridge          | 4. März 1859 – 3. März 1861       | Opposition Party     |
| vakant (Sezessionskrieg)   | 4. März 1861 – 24. Juli 1866      |                      |
| Distrikt nicht aktiv       | 4. März 1863 – 3. März 1873       |                      |
| Barbour Lewis              | 4. März 1873 – 3. März 1875       | Republikaner         |
| William Parker Caldwell    | 4. März 1875 – 3. März 1879       | Demokrat             |
| Charles Bryson Simonton    | 4. März 1879 – 3. März 1883       | Demokrat             |
| Rice Alexander Pierce      | 4. März 1883 – 3. März 1885       | Demokrat             |
| Presley Thornton Glass     | 4. März 1885 – 3. März 1889       | Demokrat             |
| Rice Alexander Pierce      | 4. März 1889 – 3. März 1893       | Demokrat             |
| James Calvin McDearmon     | 4. März 1893 – 3. März 1897       | Demokrat             |
| Rice Alexander Pierce      | 4. März 1897 – 3. März 1905       | Demokrat             |
| Finis James Garrett        | 4. März 1905 – 3. März 1929       | Demokrat             |
| Jere Cooper                | 4. März 1929 – 3. März 1933       | Demokrat             |
| Edward Hull Crump          | 4. März 1933 – 3. Januar 1935     | Demokrat             |
| Walter Chandler            | 3. Januar 1935 – 2. Januar 1940   | Demokrat             |
| vakant                     | 2. Januar 1940 – 15. Februar 1940 |                      |
| Clifford Davis             | 15. Februar 1940 – 3. Januar 1943 | Demokrat             |
| Jere Cooper                | 3. Januar 1943 – 3. Januar 1953   | Demokrat             |
| Clifford Davis             | 3. Januar 1953 – 3. Januar 1965   | Demokrat             |
| George William Grider      | 3. Januar 1965 – 3. Januar 1967   | Demokrat             |
| Dan Heflin Kuykendall      | 3. Januar 1967 – 3. Januar 1973   | Republikaner         |
| vakant nicht aktiv         | 3. Januar 1973 – 3. Januar 1983   |                      |
| Harold Eugene Ford Sr.     | 3. Januar 1983 – 3. Januar 1997   | Demokrat             |
| Harold Eugene Ford Jr.     | 3. Januar 1997 – 3. Januar 2007   | Demokrat             |
| Stephen Ira Cohen          | seit 3. Januar 2007               | Demokrat             |

## 10. Sitz (1833–1861/1873–1933/1943–1953)
| Name                              | Amtszeit                          | Partei               |
| --------------------------------- | --------------------------------- | -------------------- |
| William Marshall Inge             | 4. März 1833 – 3. März 1835       | Demokrat             |
| Ebenezer J. Shields               | 4. März 1835 – 3. März 1839       | Nationalrepublikaner |
| Aaron Venable Brown               | 4. März 1839 – 3. März 1843       | Demokrat             |
| John Baptista Ashe                | 4. März 1843 – 3. März 1845       | Whig                 |
| Frederick Perry Stanton           | 4. März 1845 – 3. März 1855       | Demokrat             |
| Thomas Rivers                     | 4. März 1855 – 3. März 1857       | American Party       |
| William Tecumsah Avery            | 4. März 1857 – 3. März 1861       | Demokrat             |
| vakant (Sezessionskrieg)          | 4. März 1861 – 3. März 1863       |                      |
| Distrikt nicht aktiv              | 4. März 1863 – 4. März 1875       |                      |
| Horace Maynard (at Large gewählt) | 4. März 1873 – 3. März 1875       | Republikaner         |
| Hiram Casey Young                 | 4. März 1875 – 3. März 1881       | Demokrat             |
| William Robert Moore              | 4. März 1881 – 3. März 1883       | Republikaner         |
| Hiram Casey Young                 | 4. März 1883 – 3. März 1885       | Demokrat             |
| Zachary Taylor                    | 4. März 1885 – 3. März 1887       | Republikaner         |
| James Phelan                      | 4. März 1887 – 30. Januar 1891    | Demokrat             |
| vakant                            | 30. Januar 1891 – 4. März 1891    |                      |
| Josiah Patterson                  | 4. März 1891 – 3. März 1897       | Demokrat             |
| Edward Ward Carmack               | 4. März 1897 – 3. März 1901       | Demokrat             |
| Malcolm Rice Patterson            | 4. März 1901 – 5. November 1906   | Demokrat             |
| vakant                            | 5. November 1906 – 4. März 1907   |                      |
| George Washington Gordon          | 4. März 1907 – 9. August 1911     | Demokrat             |
| vakant                            | 9. August 1911 – 4. Dezember 1911 |                      |
| Kenneth Douglas McKellar          | 4. Dezember 1911 – 3. März 1917   | Demokrat             |
| Hubert Frederick Fisher           | 4. März 1917 – 3. März 1931       | Demokrat             |
| Edward Hull Crump                 | 4. März 1931 – 3. März 1933       | Demokrat             |
| Distrikt nicht aktiv              | 4. März 1933 – 3. Januar 1943     |                      |
| Clifford Davis                    | 3. Januar 1943 – 3. Januar 1953   | Demokrat             |

## 11. Sitz (1833–1853)
| Name                        | Amtszeit                    | Partei   |
| --------------------------- | --------------------------- | -------- |
| Cave Johnson                | 4. März 1833 – 3. März 1837 | Demokrat |
| Richard Cheatham            | 4. März 1837 – 3. März 1839 | Whig     |
| Cave Johnson                | 4. März 1839 – 3. März 1843 | Demokrat |
| Milton Brown                | 4. März 1843 – 3. März 1847 | Whig     |
| William T. Haskell          | 4. März 1847 – 3. März 1849 | Whig     |
| Christopher Harris Williams | 4. März 1849 – 3. März 1853 | Whig     |

## 12. Sitz (1833–1843)
| Name                 | Amtszeit                    | Partei               |
| -------------------- | --------------------------- | -------------------- |
| David Crockett       | 4. März 1833 – 3. März 1835 | Nationalrepublikaner |
| Adam Huntsman        | 4. März 1835 – 3. März 1837 | Demokrat             |
| John Wesley Crockett | 4. März 1837 – 3. März 1841 | Whig                 |
| Milton Brown         | 4. März 1841 – 3. März 1843 | Whig                 |

## 13. Sitz (1833–1843)
| Name                        | Amtszeit                    | Partei   |
| --------------------------- | --------------------------- | -------- |
| William Claiborne Dunlap    | 4. März 1833 – 3. März 1837 | Demokrat |
| Christopher Harris Williams | 4. März 1837 – 3. März 1843 | Whig     |